# Darlene Hard
Darlene Ruth Hard, zamężna Waggoner (ur. 6 stycznia 1936 w Los Angeles, zm. 2 grudnia 2021 tamże) – amerykańska tenisistka, zwyciężczyni 21 turniejów wielkoszlemowych w grze pojedynczej, podwójnej i mieszanej, zdobywczyni Pucharu Federacji.

## Kariera tenisowa
Praworęczna tenisistka z Kalifornii, była kelnerka, słynęła z ofensywnej gry przy siatce, dobrego serwisu, woleja i smecza. Dobre wyniki osiągała przede wszystkim na szybkich nawierzchniach i w grach podwójnych, ale potrafiła także triumfować na paryskiej mączce kortów im. Rolanda Garrosa. W grze pojedynczej wygrała dwukrotnie mistrzostwa USA i raz mistrzostwa Francji, była ponadto w dalszych dwóch finałach mistrzostw USA i dwóch finałach Wimbledonu.
W deblu wygrała czterokrotnie Wimbledon, dwukrotnie w parze z Marią Bueno, raz z Jeanne Arth, raz z Altheą Gibson. W mistrzostwach USA triumfowała w grze podwójnej sześciokrotnie, w tym nieprzerwanie w latach 1958–1962. W mistrzostwach Francji triumfowała we wszystkich trzech konkurencjach – raz w singlu, trzy razy w deblu, dwa razy w mikście. Poza imprezami wielkoszlemowymi zdobyła siedem tytułów mistrzyni USA – cztery razy wygrywała grę podwójną w mistrzostwach USA na kortach ziemnych (1957 z Altheą Gibson, 1960 z Billie Jean Moffitt, 1962 z Sue Behlmar, 1963 z Marią Bueno), raz grę podwójną w mistrzostwach USA na kortach twardych (1963, z Paulette Verzin), raz grę pojedynczą na kortach twardych (1963), raz grę pojedynczą w mistrzostwach akademickich (Intercollegiate, 1958). W 1962 Hard wygrała również międzynarodowe mistrzostwa Włoch w deblu (z Marią Bueno).
W latach 1954–1963 figurowała w czołowej dziesiątce rankingu amerykańskiego, w tym jako liderka w latach 1960–1963. Była również klasyfikowana w czołówce nieoficjalnego rankingu światowego, w 1960 i 1961 na 2. miejscu (w 1960 za Marią Bueno, rok później za Angelą Mortimer). Występowała w reprezentacji USA w Pucharze Wightman w latach 1957, 1959, 1960, 1962 i 1963 (jedynie w 1960 trofeum przypadło Brytyjkom), odnosząc 6 zwycięstw w singlu (przy 3 porażkach) i 4 w deblu (1 porażka). Hard była również w składzie ekipy amerykańskiej w inauguracyjnej edycji Pucharu Federacji w 1963. W finale z Australijkami uległa zdecydowanie Margaret Smith, ale w parze z Billie Jean Moffitt zdobyła decydujący punkt deblowy (przeciwko Smith i Lesley Turner).
W 1973 została przyjęta do Międzynarodowej Tenisowej Hall Galerii Sławy.

## Osiągnięcia w turniejachwielkoszlemowych
- mistrzostwa Australii
  - gra podwójna – finał 1962 (z Mary Reitano)
  - gra mieszana – finał 1962 (z Rogerem Taylorem)
- mistrzostwa Francji
  - gra pojedyncza – wygrana 1960
  - gra podwójna – wygrane 1955 (z Beverly Fleitz), 1957 (z Shirley Bloomer), 1960 (z Marią Bueno), finały 1956 (z Dorothy Knode), 1961 (z Marią Bueno)
  - gra mieszana – wygrane 1955 (z Gordonem Forbesem), 1961 (z Rodem Laverem), finał 1956 (z Bobem Howe)
- Wimbledon
  - gra pojedyncza – finały 1957, 1959
  - gra podwójna – wygrane 1957 (z Altheą Gibson), 1959 (z Jeanne Arth), 1960, 1963 (obie z Marią Bueno)
  - gra mieszana – finał 1963 (z Bobem Hewittem)
- mistrzostwa USA
  - gra pojedyncza – wygrane 1960, 1961, finały 1958, 1962
  - gra podwójna – wygrane 1958, 1959 (obie z Jeanne Arth), 1960 (z Marią Bueno), 1961 (z Lesley Turner), 1962 (z Marią Bueno), 1969 (z Françoise Durr), finały 1957 (z Altheą Gibson), 1963 (z Marią Bueno)
  - gra mieszana – finały 1956 (z Lew Hoadem), 1957 (z Bobem Howe), 1961 (z Dennisem Ralstonem)

### Finały singlowe w turniejach wielkoszlemowych
- Wimbledon 1957 – 3:6, 2:6 z Altheą Gibson
- mistrzostwa USA 1958 – 6:3, 1:6, 2:6 z Altheą Gibson
- Wimbledon 1959 – 4:6, 3:6 z Marią Bueno
- mistrzostwa Francji 1960 – 6:3, 6:4 z Yolą Ramírez
- mistrzostwa USA 1960 – 6:4, 10:12, 6:4 z Marią Bueno
- mistrzostwa USA 1961 – 6:3, 6:4 z Ann Haydon-Jones
- mistrzostwa USA 1962 – 7:9, 4:6 z Margaret Smith